# Élections municipales de 1953 dans la Somme
Les élections municipales ont eu lieu les 26 avril et 3 mai 1953 dans la Somme.

## Maires sortants et maires élus
Les maires élus à la suite des élections municipales dans les communes de plus de 2 000 habitants :
| Commune                | Population | Maire sortant    | Parti | Parti  | Maire élu        | Parti | Parti |
| ---------------------- | ---------- | ---------------- | ----- | ------ | ---------------- | ----- | ----- |
| Abbeville              | 16 780     | Max Lejeune      |       | SFIO   | Max Lejeune      |       | SFIO  |
| Albert                 | 8 900      | Henry Potez      |       | Rad.   | Henry Potez      |       | Rad.  |
| Amiens                 | 84 761     | Maurice Vast*    |       | SFIO   | Camille Goret    |       | SFIO  |
| Beauval                | 2 249      |                  |       |        |                  |       |       |
| Cayeux-sur-Mer         | 2 676      |                  |       |        |                  |       |       |
| Corbie                 | 4 090      | Gaëtan Damoye    |       | SFIO   | Jean Truquin     |       | DVG   |
| Le Crotoy              | 2 719      | René Crépin      |       | DVD    | René Crépin      |       | DVD   |
| Doullens               | 5 404      | Kléber Mopty     |       | Rad.   | Kléber Mopty     |       | Rad.  |
| Flixecourt             | 2 961      | Eugène Leclercq  |       | Rad.   | Eugène Leclercq  |       | Rad.  |
| Friville-Escarbotin    | 3 148      | Eugène Desenclos |       | SFIO   | Eugène Desenclos |       | SFIO  |
| Gamaches               | 2 907      | Maurice Leseur   |       | RPF    | Achille Baillet  |       | Rad.  |
| Ham                    | 3 166      | Gaston Lejeune   |       | SFIO   | Gaston Lejeune   |       | SFIO  |
| Longueau               | 2 770      | Louis Prot       |       | PCF    | Louis Prot       |       | PCF   |
| Mers-les-Bains         | 3 455      | Ernest Dailly    |       | RPF    | Ernest Dailly    |       | RPF   |
| Montdidier             | 4 399      | Maurice Leconte  |       | ex PCF | Georges Marcel   |       | SFIO  |
| Moreuil                | 2 607      | Yves Bédier      |       |        | Yves Bédier      |       |       |
| Péronne                | 4 012      | Daniel Boinet    |       | Rad.   | Daniel Boinet    |       | Rad.  |
| Rosières-en-Santerre   | 2 014      | André Masson     |       |        | Raoul Régnier    |       |       |
| Roye                   | 4 390      | Pierre Bodin     |       | RPF    | André Coël       |       | SFIO  |
| Rue                    | 2 656      | Ernest Dumont    |       | CNIP   | Ernest Dumont    |       | CNIP  |
| Saint-Ouen             | 2 538      | Jean Martin      |       | PCF    | Jean Martin      |       | PCF   |
| Saint-Valery-sur-Somme | 2 963      | René Delepierre  |       | CNIP   | René Delepierre  |       | CNIP  |
| Villers-Bretonneux     | 3 326      | Luther Querson   |       | PCF    | Luther Querson   |       | PCF   |
| * Ne se représente pas |            |                  |       |        |                  |       |       |

### Résultats en nombre de mairies
| Partis        | Partis                                         | Maires sortants | Maires élus | Évolution     |
| ------------- | ---------------------------------------------- | --------------- | ----------- | ------------- |
|               | Section française de l'Internationale ouvrière | 5               | 6           | 1             |
|               | Parti radical-socialiste                       | 4               | 5           | 1             |
|               | Divers gauche                                  | /               | 1           | 1             |
| Centre-gauche | Centre-gauche                                  | 9               | 11          | 2             |
|               |                                                |                 |             |               |
|               | Parti communiste français                      | 4               | 3           | 1             |
| Gauche        | Gauche                                         | 4               | 3           | 1             |
|               |                                                |                 |             |               |
|               | Centre national des indépendants et paysans    | 2               | 2           | en stagnation |
|               | Rassemblement du peuple français               | 3               | 1           | 2             |
|               | Divers droite                                  | 1               | 1           | en stagnation |
| Droite        | Droite                                         | 6               | 4           | 2             |
|               |                                                |                 |             |               |
|               | Non déterminés                                 | 4               | 4           | en stagnation |
| Divers        | Divers                                         | 4               | 4           | en stagnation |
|               |                                                |                 |             |               |
| Total         | Total                                          | 23              | 23          |               |

## Résultats

### Abbeville
Maire sortant : Paul Bénard (SFIO)
27 sièges à pourvoir
|                                              | Max Lejeune*     | SFIO             |  |        | 13 |  |  |  |
| Action municipale républicaine et socialiste |                  |                  |  |        | 13 |  |  |  |
|                                              | Maurice Huré     | MRP - RPF - CNIP |  |        | 6  |  |  |  |
| Entente républicaine                         |                  |                  |  |        | 6  |  |  |  |
|                                              | Emile Hédé       | PCF              |  |        | 5  |  |  |  |
| Union ouvrière et démocratique               |                  |                  |  |        | 5  |  |  |  |
|                                              | Fernand Beaurain | Rad.             |  |        | 3  |  |  |  |
| Rassemblement des gauches républicaines      |                  |                  |  |        | 3  |  |  |  |
|                                              |                  | DIV              |  |        | 0  |  |  |  |
| Liste sans étiquette                         |                  |                  |  |        | 0  |  |  |  |
|                                              |                  |                  |  |        |    |  |  |  |
| Inscrits                                     | Inscrits         | Inscrits         |  | 100,00 |    |  |  |  |
| Abstentions                                  |                  |                  |  |        |    |  |  |  |
| Votants                                      |                  |                  |  |        |    |  |  |  |
| Blancs et nuls                               |                  |                  |  |        |    |  |  |  |
| Exprimés                                     |                  |                  |  |        |    |  |  |  |
| * Maire sortant                              |                  |                  |  |        |    |  |  |  |

Maire élu : Max Lejeune (SFIO) est élu par une coalition des listes SFIO - Rad. et MRP.

### Amiens
Maire sortant : Maurice Vast (SFIO)
37 sièges à pourvoir
|                                                 | Maurice Vast*      | SFIO     |  |        | 14 |  |  |  |
| Action municipale démocratique et sociale       |                    |          |  |        | 14 |  |  |  |
|                                                 | René Lamps         | PCF      |  |        | 14 |  |  |  |
| Union ouvrière et démocratique                  |                    |          |  |        | 14 |  |  |  |
|                                                 | Pierre Garet       | CNIP     |  |        | 7  |  |  |  |
| Liste Républicaine d'action sociale et paysanne |                    |          |  |        | 7  |  |  |  |
|                                                 | Pierre Barnabé     | MRP      |  |        | 2  |  |  |  |
| Liste du Mouvement républicain populaire        |                    |          |  |        | 2  |  |  |  |
|                                                 | Jean Gilbert-Jules | Rad.     |  |        | 0  |  |  |  |
| Rassemblement des gauches républicaines         |                    |          |  |        | 0  |  |  |  |
|                                                 |                    |          |  |        |    |  |  |  |
| Inscrits                                        | Inscrits           | Inscrits |  | 100,00 |    |  |  |  |
| Abstentions                                     |                    |          |  |        |    |  |  |  |
| Votants                                         |                    |          |  |        |    |  |  |  |
| Blancs et nuls                                  |                    |          |  |        |    |  |  |  |
| Exprimés                                        |                    |          |  |        |    |  |  |  |
| * Maire sortant                                 |                    |          |  |        |    |  |  |  |